# جيمي درو
جيمي درو (بالإنجليزية: Jamie Drew)‏ هو دراج أسترالي، ولد في 12 يوليو 1973 في بلاكبرن في المملكة المتحدة.

## وصلات خارجية
- جيمي درو على موقع أرشيف الدراجات (الإنجليزية)
- جيمي درو على موقع نسبة الدراجات (الإنجليزية)